# Drenaż ułożeniowy
Drenaż ułożeniowy – bierny to specjalne ułożenie pacjenta stosowane w celu ułatwienia odpływu wydzieliny zalegającej głęboko w drogach oskrzelowych. Istotą tego zabiegu jest zastosowanie takiej pozycji, w której kierunek drenowanego oskrzela jest zbieżny z przebiegiem oskrzela głównego. Sprzyja to odpływowi wydzieliny przy wykorzystaniu siły ciężkości.
Zasady:
- wykonywany 3 razy na dobę przed posiłkiem lub snem
- trwa od 5 do 30 minut
- po drenażu co najmniej 3 głębokie oddechy, efektywne zakasłanie i odplucie wydzieliny.